# 短蕊万寿竹
短蕊万寿竹（学名：Disporum brachystemon）是秋水仙科万寿竹属的植物，是中国的特有植物。分布于中国大陆的贵州、云南、四川等地，生长于海拔2,800米至3,000米的地区，多生于灌丛中和林下，目前尚未由人工引种栽培。